# Église d'Asikkala
L'église d'Asikkala  (en finnois : Asikkalan kirkko) est une église en briques située à Asikkala  en Finlande.

## Préalable
La précédente église occupant cet endroit est bâtie en bois au XVIIe siècle, et est la première église en croix construite en Finlande. Elle est déconstruite en 1892.

## Description de l'église actuelle
L'église est historiquement la deuxième, conçue par Georg Wilenius dans un Style néogothique, elle est construite en 1880.
On estime qu'à proximité de l'église, à un endroit appelé Vähän-Äiniö, il y avait une petite chapelle en bois au XVIe siècle, mais on n'en a trouvé aucune trace bibliographique ou archéologique.
Le retable, représentant Jésus cloué sur la croix, est peint en 1885 par Robert Wilhelm Ekman pour l’ancienne église.
En 1983, Lauri Ahlgrén a réalisé les trois vitraux du chœur, à gauche Jésus, au centre le Père et à droite le Saint Esprit.

## Galerie

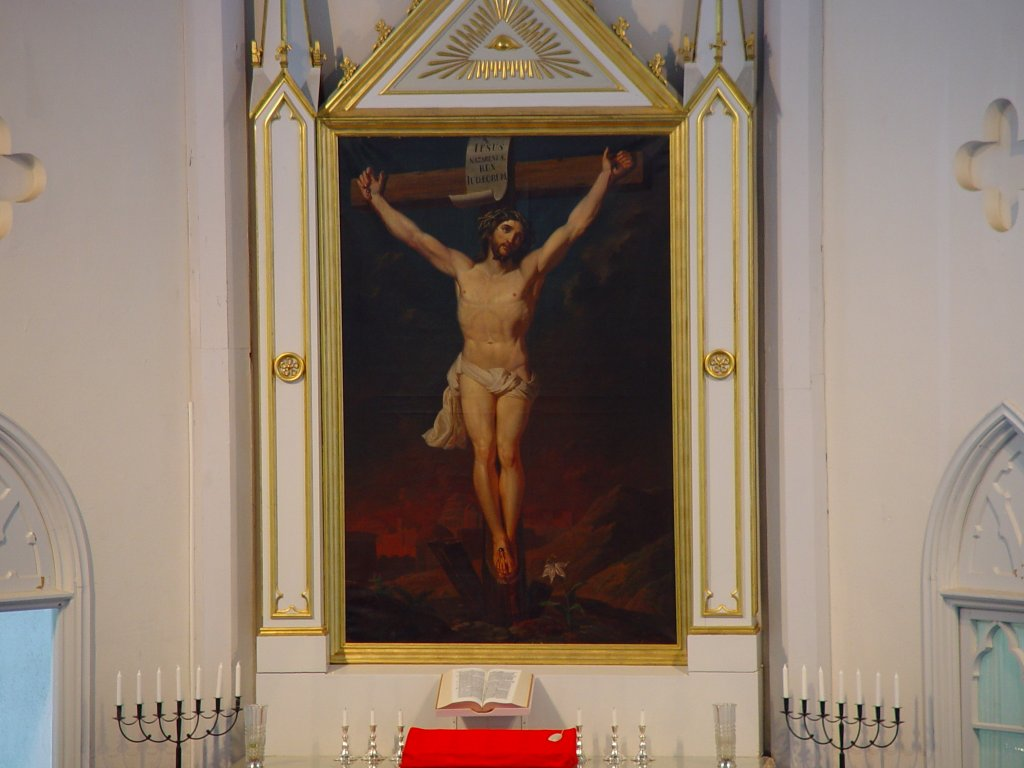
Le retable.
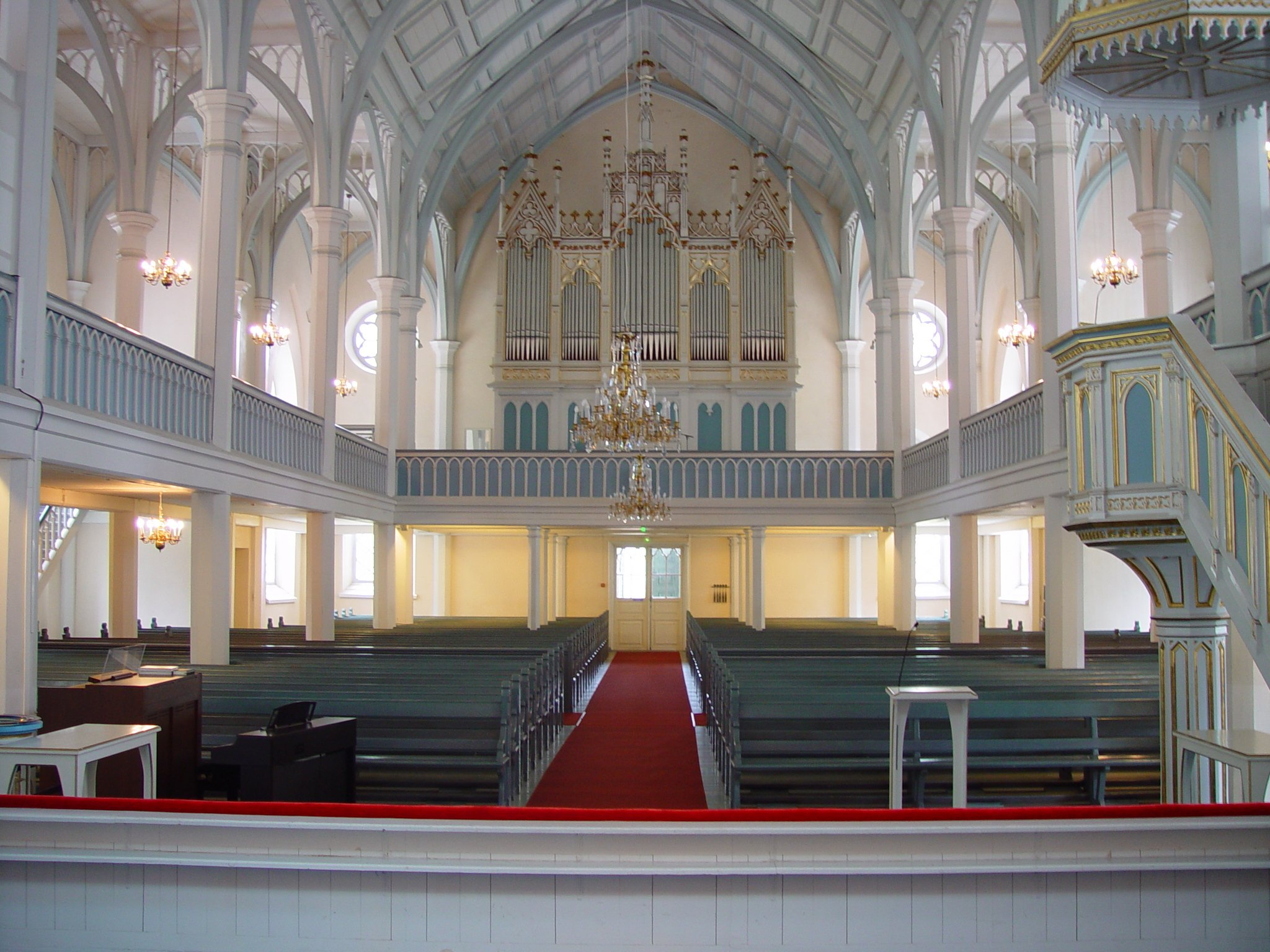
Vue intérieure.